# Leona Chalmers
Leona W. Chalmers (nascida no início dos anos 1900) foi uma atriz, inventora, e escritora estadunidense.
Ela é conhecida por ter criado o primeiro coletor menstrual, também conhecido como um "receptor catamenial" (catamenial receptor), nos Estados Unidos em 1937.  Havia produtos similares antes, porém Chalmers foi a primeira a patentear e divulgar o produto. O coletor menstrual foi uma alternativa aos tampões e absorventes. Após os coletores de borracha não venderem durante os anos 30, e se deparando com a escassez da borracha devido a segunda guerra mundial, Chalmers e seu time criaram uma versão mais suave, feita de borracha vulcanizada 

## Obras
Como autora, Chalmers escreveu “The Intimate Side of a Woman’s Life” e outros livros.